# San Verísimo de Ferreiros
Ferreiros (también llamada San Verísimo de Ferreiros y llamada oficialmente San Breixo de Ferreiros) es una parroquia española del municipio de El Pino, en la provincia de La Coruña, Galicia.

## Entidades de población
Entidades de población que forman parte de la parroquia:
- Boavista (A Boavista)
- Calle (A Calle de Ferreiros)
- Salceda (A Salceda)
- Quintás
- Regas
- Suso
- Casal (O Casal)
- A Iglesia (A Igrexa)
- Outeiro
- Torre (A Torre)
- Fontalén
- A Ponte

## Demografía
| Gráfica de evolución demográfica de Ferreiros entre 2000 y 2019 |
|                                                                 |
| Datos según el nomenclátor publicado por el INE.                |